# D-アラビノノ-1,4-ラクトンオキシダーゼ
D-アラビノノ-1,4-ラクトンオキシダーゼ（D-arabinono-1,4-lactone oxidase, ALO）は、次の化学反応を触媒する酸化還元酵素である。
D-アラビノノ-1,4-ラクトン + O2 {\displaystyle \rightleftharpoons } D-エリトロアスコルビン酸 + H2O2
反応式の通り、この酵素の基質はD-アラビノノ-1,4-ラクトンとO2、生成物はD-エリトロアスコルビン酸とH2O2である。補因子としてFADを用いる。
組織名はD-arabinono-1,4-lactone:oxygen oxidoreductaseで、別名にD-arabinono-γ-lactone oxidaseがある。